# The Canvas
|  | Denne artikel er oprettet af botten Steenthbot ud fra en ekstern database. Den kan derfor have sproglige fejl eller mangler. Denne skabelon kan fjernes efter kontrol af indholdet. |

The Canvas er en dansk eksperimentalfilm fra 2015 instrueret af Soma Csaba Biró.

## Handling
En film om en kunstner der taber forbindelsen med ubetinget kærlighed, kunsten, sin barndom og kun har håbets illusion tilbage.

## Medvirkende
- Sean Young
- Benny Silvert
- Joseph Lang Abiani